# Ulotrichaceae
Ulotrichaceae, porodica zelenih algi u redu Ulotrichales. Postoji preko 110 vrsta u 30 rodova.

## Rodovi
1. Acrosiphonia J.Agardh
2. Capsosiphon Gobi
3. Chlorhormidium B.Fott
4. Chlorocystis L.Reinhard
5. Chlorothrix Y.Berger-Perrot
6. Codiolum A.Braun
7. Dactylococcopsis Hansgirg
8. Dendronema Schmidle
9. Didymothrix Y.X.Wei & H.J.Hu
10. Fottea F.Hindák
11. Geminellopsis A.A.Korschikov
12. Gloeotilopsis Iyengar & Philipose
13. Gyoerffyella E.Kol
14. Heterothrichopsis Iyengar & Kanthamma
15. Hormidiopsis Heering
16. Hormidiospora Vinatzer
17. Hormococcus Chodat
18. Ingenhouzella Gaillon
19. Interfilum Chodat
20. Microsporopsis Vischer
21. Pearsoniella Fritsch & Rich
22. Protomonostroma K.L.Vinogradova
23. Psephonema Skuja
24. Psephotaxus West & G.S.West
25. Pseudendocloniopsis Vischer
26. Pseudoschizomeris Deason & Bold
27. Pseudothrix Hanic & S.C.Lindstrom
28. Spongomorpha Kützing
29. Ulothrix Kützing
30. Ulotrichopsis L.Wichmann
31. Urospora Areschoug